# Populus purdomii
Populus purdomii är en videväxtart som beskrevs av Alfred Rehder. Populus purdomii ingår i släktet popplar, och familjen videväxter. Utöver nominatformen finns också underarten P. p. rockii.